# Hieronyma montana
Hieronyma montana là một loài thực vật có hoa trong họ Diệp hạ châu. Loài này được Alain mô tả khoa học đầu tiên năm 1971.